# Đội tuyển bóng đá trong nhà quốc gia Tajikistan
Đội tuyển bóng đá trong nhà quốc gia Tajikistan (tiếng Tajik: Тими Миллии футсоли Тоҷикистон, Timi Millii Futsoli Tojikiston; tiếng Ba Tư: تیم ملی فوتسال تاجیکستان) đại diện cho Tajikistan tại các giải đấu bóng đá trong nhà quốc tế và được điều hành bởi Liên đoàn bóng đá Tajikistan.

## Các giải đấu

### Giải vô địch bóng đá trong nhà thế giới
- 1989 – Một phần của Liên Xô
- 1992 – Không tham dự
- 1996 – Không tham dự
- 2000 – Không tham dự
- 2004 – Không tham dự
- 2008 – Không vượt qua vòng loại
- 2012 – Không vượt qua vòng loại
- 2016 – Không vượt qua vòng loại
- 2020 – Không vượt qua vòng loại
- 2024 – Vòng 1

### Giải vô địch bóng đá trong nhà châu Á
- 1999 – Không tham dự
- 2000 – Không tham dự
- 2001 – Vòng 1
- 2002 – Không tham dự
- 2003 – Không tham dự
- 2004 – Không tham dự
- 2005 – Vòng 2
- 2006 – Vòng 1
- 2007 – Tứ kết
- 2008 – Vòng 1
- 2010 – Vòng 1
- 2012 – Vòng 1
- 2014 – Vòng 1
- 2016 – Vòng 1
- 2018 – Vòng 1
- 2020 – Bị hủy bỏ

### Bóng đá trong nhà tại Đại hội Thể thao Trong nhà và Võ thuật châu Á
- 2005 - Tứ kết
- 2007 - Vòng bảng
- 2009 - Không tham dự
- 2013 - Không tham dự
- 2017 - Không tham dự